# Per aspera ad astra
Per aspera ad astra és una frase llatina que en català significa "Per camins ardus cap als estels", «A través de l'esforç, el triomf», o «Cap als estels a través de les dificultats».
També trobem la variant “ad astra per aspera". L'etimologia de l'expressió és la següentː Per aspera ve de la paraula llatina asper 'aspre'. Ad és una preposició llatina que expressa direcció cap a l'espai o el temps. Ad astraː cap els estels.
És freqüentment utilitzada com un lema en heràldica, així com a lema de diverses organitzacions o publicacions:
- “Per aspera ad astra” era el lema del Gran Ducat de Mecklenburg-Schwerin, estat membre de la Confederació del Rin (1806-1813), de la Confederació Germànica (1815-1863), de la Confederació Alemanya del Nord (1866). -1871), i de l'Imperi Alemany (1871-1918);
- "Ad astra per aspera" és el lema de la NASA,[1] sent enregistrat al disc d'or de les Voyager;
- "Ad astra per aspera" és el lema de l'Estat de Kansas, Estats Units.[2]
- “Per aspera ad astra” és el lema de la Força Aèria Sud-africana;
- “Per aspera ad astra” és el lema de l'Orde de les Tres Estrelles, Letònia;
- “Per aspera ad astra” és el lema de la Brigada d'Infanteria Paracaigudes, Espanya;
- "Per Aspera Ad Astra" és el lema de la Universitat Estatal de Califòrnia, East Bay;
- "Per Aspera Ad Astra" és el lema de l'astronauta i governadora general del Canadà Julie Payette;[3]
- "Ad astra per aspera" és el lema de la fictícia Flota Estel·lar, abans de la creació de la Federació Unida de Planetes a l'univers de Star Trek
- “Per Aspera Ad Astra” és el nom del quinze i darrer capítol del videojoc dels estudis 2K Czech, Mafia II;

Cal destacar també les expressions llatines amb significats molt semblants :
- « Ad astra »
- « Ad augusta per angusta », inventada per Victor Hugo a Hernani;
- « Per ardua ad astra », lema de la R.A.F.